# Чаталкіой (комуна)
Чаталкіой (рум. Ceatalchioi) — комуна у повіті Тулча в Румунії. До складу комуни входять такі села (дані про населення за 2002 рік):
- Петледжанка (204 особи)
- Плауру (96 осіб)
- Селчень (77 осіб)
- Чаталкіой (375 осіб) — адміністративний центр комуни

Комуна розташована на відстані 232 км на північний схід від Бухареста, 12 км на північ від Тулчі, 124 км на північ від Констанци, 61 км на схід від Галаца.

## Населення
За даними перепису населення 2002 року у комуні проживали 752 особи.
Національний склад населення комуни:
| Національність   | Кількість осіб | Відсоток |
| ---------------- | -------------- | -------- |
| румуни           | 729            | 96,9%    |
| росіяни-липовани | 22             | 2,9%     |
| українці         | 1              | 0,1%     |

Рідною мовою назвали:
| Мова      | Кількість осіб | Відсоток |
| --------- | -------------- | -------- |
| румунська | 750            | 99,7%    |
| російська | 2              | 0,3%     |

Склад населення комуни за віросповіданням:
| Релігія       | Кількість осіб | Відсоток |
| ------------- | -------------- | -------- |
| православні   | 738            | 98,1%    |
| римо-католики | 7              | 0,9%     |
| старообрядці  | 5              | 0,7%     |
| реформати     | 1              | 0,1%     |
| адвентисти    | 1              | 0,1%     |